# Candanius
Candanius is een geslacht van kevers uit de familie  
kniptorren (Elateridae).
Het geslacht is voor het eerst wetenschappelijk beschreven in 1973 door Hayek.

## Soorten
Het geslacht omvat de volgende soort:
- Candanius gracillimus (Candèze, 1889)